# Campionati mondiali di tiro 1952
I campionati mondiali di tiro 1952 furono la trentacinquesima edizione dei campionati mondiali di questo sport e si disputarono a Oslo. La nazione più medagliata fu la Svezia.

## Risultati

### Uomini

#### Carabina
| Evento                       | Oro                                                                               | Oro       | Argento                                                                              | Argento   | Bronzo                                                                                   | Bronzo    |
| Evento                       | Atleta                                                                            | Risultato | Atleta                                                                               | Risultato | Atleta                                                                                   | Risultato |
| 50m 3 posizioni              | Erling Kongshaug                                                                  | 1164      | Robert Bürchler                                                                      | 1162      | Johann Hunæs                                                                             | 1160      |
| 50m 3 posizioni a squadre    | Svizzera Robert Bürchler Ernst Huber Otto Horber Auguste Hollenstein Ernst Schmid | 5781      | Svezia Uno Berg Isac Erben Walther Frostell Kurt Johansson Jonas Jonsson             | 5737      | Norvegia Johan Hunæs Halvar Kongsjorden Willy Røgeberg Mauritz Amundsen Tore Skredegaard | 5722      |
| 50m a terra                  | Arthur Jackson                                                                    | 400       | Uve Schultz Larsen                                                                   | 399       | Arthur Cook                                                                              | 398       |
| 50m a terra a squadre        | Svizzera Robert Bürchler Ernst Huber Otto Horber Emil Grünig Ernst Schmid         | 1984      | Norvegia Johan Hunæs Erling Kongshaug Odd Sannes Mauritz Amundsen Tore Skredegaard   | 1979      | Stati Uniti Arthur Cook Arthur Jackson Emmet Swanson August Westwrgaard Verle Wright     | 1979      |
| 50m in ginocchio             | Sven Halinoja                                                                     | 393       | Johan Hunæs                                                                          | 392       | Emmet Swanson                                                                            | 392       |
| 50m in ginocchio a squadre   | Svezia Uno Berg Tage Lindquist Walther Frostell Kurt Johansson Carl Wiberg        | 1937      | Svizzera Robert Bürchler Emil Grünig Otto Horber Auguste Hollenstein Ernst Huber     | 1927      | Norvegia Johan Hunæs Erling Kongshaug Odd Sannes Mauritz Amundsen Tore Skredegaard       | 1924      |
| 50m in piedi                 | Erling Kongshaug                                                                  | 382       | Max Lenz                                                                             | 378       | August Hollenstein                                                                       | 378       |
| 50m in piedi a squadre       | Svizzera Robert Bürchler Max Lenz Ernst Schmid Auguste Hollenstein Ernst Huber    | 1873      | Finlandia Pauli Janhonen Kullervo Leskinen Mikko Nordquist Jorma Taitto Vilho Ylönen | 1836      | Svezia Uno Berg Isac Erben Walther Frostell Kurt Johansson Anders Kvissberg              | 1835      |
| 50m e 100m a terra           | Arthur Jackson                                                                    | 596       | Verle Wright                                                                         | 595       | Sven Dessle                                                                              | 594       |
| 50m e 100m a terra a squadre | Stati Uniti Arthur Cook Arthur Jackson Emmet Swanson Verle Wright                 | 2364      | Norvegia Mauritz Amundsen Johan Hunæs Odd Sannes Tore Skredegaard                    | 2360      | Germania Ovest Walter Gehmann Erich Hotopf Albert Sigl Johann Wagner                     | 2349      |
| 300m 3 posizioni             | August Hollenstein                                                                | 1123      | Jorma Taitto                                                                         | 1121      | Robert Bürchler                                                                          | 1121      |
| 300m 3 posizioni a squadre   | Svizzera Otto Horber Robert Bürchler Ernst Huber Emil Grünig Auguste Hollenstein  | 5540      | Svezia Uno Berg Isac Erben Walther Fröstell Kurt Johansson Tage Lindquist            | 5489      | Finlandia Pauli Janhonen Kullervo Leskinen Mikko Nordquist Jorma Taitto Vilho Ylönen     | 5481      |
| 300m a terra                 | Kullervo Leskinen                                                                 | 392       | Jorma Taitto                                                                         | 391       | Robert Bürchler                                                                          | 389       |
| 300m in ginocchio            | Vilho Ylönen                                                                      | 381       | Robert Bürchler                                                                      | 378       | Otto Horber                                                                              | 378       |
| 300m in piedi                | Holger Erbén                                                                      | 361       | August Hollenstein                                                                   | 359       | Jorma Taitto                                                                             | 357       |

#### Carabina standard
| Evento         | Oro                                                                                      | Oro       | Argento                                                                     | Argento   | Bronzo                                                                                    | Bronzo    |
| Evento         | Atleta                                                                                   | Risultato | Atleta                                                                      | Risultato | Atleta                                                                                    | Risultato |
| 300m           | August Hollenstein                                                                       | 530       | Walther Fröstell                                                            | 528       | Arthur Jackson                                                                            | 527       |
| 300m a squadre | Svizzera Otto Horber Emil Grünig Robert Bürchler Georg Clavadetscher Auguste Hollenstein | 2601      | Svezia Uno Berg Isac Erben Walther Fröstell Kurt Johansson Anders Kvissberg | 2591      | Norvegia Mauritz Amundsen Lars Ese Halvar Kongsjorden Odd Sannes Oystein Thurmann-Nielsen | 2576      |

#### Pistola
| Evento        | Oro                                                                             | Oro       | Argento                                                                              | Argento   | Bronzo                                                                        | Bronzo    |
| Evento        | Atleta                                                                          | Risultato | Atleta                                                                               | Risultato | Atleta                                                                        | Risultato |
| 50m           | Torsten Ullman                                                                  | 558       | Ake Lindblom                                                                         | 555       | Huelet Benner                                                                 | 555       |
| 50m a squadre | Svezia Åke Lindblom Sture Nordlund Hugo Lundqvist Torsten Ullman Gunnar Schoett | 2718      | Svizzera Heinz Ambuehl Heinrich Keller Beat Rhyner Rudolf Schnyder Alexander Specker | 2698      | Finlandia Veli-Jussi Hölsö Klaus Lahti Leonard Ravilo Oiva Tylli Sven Widnaes | 2671      |

#### Pistola a fuoco rapido
| Evento        | Oro                                                                   | Oro       | Argento                                                              | Argento   | Bronzo                                                                           | Bronzo    |
| Evento        | Atleta                                                                | Risultato | Atleta                                                               | Risultato | Atleta                                                                           | Risultato |
| 25m           | Huelet Benner                                                         | 582       | Penait Calcai                                                        | 581       | Enrique Díaz Sáenz                                                               | 581       |
| 25m a squadre | Stati Uniti Huelet Benner Walter Devine William McMillan Harry Reeves | 2304      | Finlandia Väinö Heusala Veli-Jussi Hölsö Lauri Toikka Leonard Ravilo | 2272      | Argentina Carlos Diaz Saenz Valiente Guillermo Cabral Oscar Cervo Enrique Schack | 2264      |

#### Pistola a fuoco
| Evento        | Oro                                                                  | Oro       | Argento                                                        | Argento   | Bronzo                                                                      | Bronzo    |
| Evento        | Atleta                                                               | Risultato | Atleta                                                         | Risultato | Atleta                                                                      | Risultato |
| 25m           | Harry Reeves                                                         | 579       | Walter Walsh                                                   | 576       | Huelet Benner                                                               | 576       |
| 25m a squadre | Stati Uniti Huelet Benner Walter Walsh William McMillan Harry Reeves | 2304      | Svezia Erik Fagerholm Eric Holmberg Carl Roback Gunnar Schoett | 2234      | Messico Rafael Bermejo Pedro Aviles José Rodriguez Mireles Carlos Rodríguez | 2207      |

#### Bersaglio mobile
| Evento                       | Oro                                                                       | Oro       | Argento                                                                | Argento   | Bronzo                                                                | Bronzo    |
| Evento                       | Atleta                                                                    | Risultato | Atleta                                                                 | Risultato | Atleta                                                                | Risultato |
| 100m tiro semplice           | John Larsen                                                               | 210       | Rolf Bergersen                                                         | 209       | Karl Bohman                                                           | 209       |
| 100m tiro semplice a squadre | Norvegia Hans Aasnaes Birger Buehring-Andersen Rolf Bergersen John Larsen | 805       | Svezia Birger Kockgaard Hans Liljedahl Max Mirowsky Per Olof Sköldberg | 797       | Finlandia Matti Koskenmies Tauno Mäki Martti Liuttula Yrjö Miettinen  | 777       |
| 100m tiro doppio             | John Larsen                                                               | 206       | Bengt Austrin                                                          | 201       | Karl Bohman                                                           | 195       |
| 100m tiro doppio a squadre   | Norvegia Hans Aasnaes Birger Buehring-Andersen Rolf Bergersen John Larsen | 759       | Finlandia Matti Koskenmies Tauno Mäki Martti Liuttula Yrjö Miettinen   | 744       | Svezia Birger Kockgaard Bengt Austrin Max Mirowsky Per Olof Sköldberg | 722       |

#### Fossa olimpica
| Evento      | Oro                                                              | Oro       | Argento                                                          | Argento   | Bronzo                                                              | Bronzo    |
| Evento      | Atleta                                                           | Risultato | Atleta                                                           | Risultato | Atleta                                                              | Risultato |
| Individuale | Pablo Grossi                                                     | 287       | George Genereux                                                  | 286       | Knut Holmqvist                                                      | 286       |
| A squadre   | Svezia Knut Alwen Knut Holmqvist Hans Liljedahl Carl Palmstierna | 754       | Egitto Seif Ghaleb Youssef Fares Michel Marabouti Sherif Shahine | 746       | Italia Italo Bellini Albino Crocco Adolfo Manfredi Galliano Rossini | 743       |

#### Skeet
| Evento      | Oro               | Oro       | Argento     | Argento   | Bronzo            | Bronzo    |
| Evento      | Atleta            | Risultato | Atleta      | Risultato | Atleta            | Risultato |
| Individuale | Clarence Edwinson | 150       | Cecil Jones | 149       | Charles Michaelis | 148       |

## Medagliere
Nazione ospitante
| Posiz. | Nazione        | Oro | Argento | Bronzo | Totale |
| ------ | -------------- | --- | ------- | ------ | ------ |
| 1      | Stati Uniti    | 8   | 3       | 7      | 18     |
| 2      | Svizzera       | 7   | 6       | 4      | 17     |
| 3      | Norvegia       | 6   | 4       | 4      | 14     |
| 4      | Svezia         | 5   | 8       | 6      | 19     |
| 5      | Finlandia      | 3   | 5       | 4      | 12     |
| 6      | Argentina      | 1   | 0       | 2      | 3      |
| 7      | Canada         | 0   | 1       | 0      | 1      |
| 7      | Danimarca      | 0   | 1       | 0      | 1      |
| 7      | Egitto         | 0   | 1       | 0      | 1      |
| 7      | Romania        | 0   | 1       | 0      | 1      |
| 11     | Germania Ovest | 0   | 0       | 1      | 1      |
| 11     | Italia         | 0   | 0       | 1      | 1      |
| 11     | Messico        | 0   | 0       | 1      | 1      |